# Power Station (inspelningsstudio)
Power Station,  tidigare känt som Avatar Studios, är en inspelningsstudio vid 441 West 53rd Street på Manhattan i New York.
Byggnaden var från början ett kraftverk ägt av Consolidated Edison, men sedan lokalen stått tom en tid användes den som studio för TV-programmet Let's Make a Deal. År 1977 blev den återuppbyggd som inspelningsstudio av Tony Bongiovi.
Komplexet fick namnet Avatar Studios (under Avatar Entertainment Corporation) i maj 1996. Studions namn återgick till Power Station under 2017, vilket var namnet som den hade mellan 1977 och 1996.
Några framgångsrika artister som har spelat in album i Avatar Studios:
- Aerosmith
- Marc Anthony
- B-52's
- Tony Bennett
- Blondie
- Jon Bon Jovi (som även arbetade i studion i sin ungdom)
- David Bowie
- Betty Carter
- Chic
- Harry Connick Jr.
- Duran Duran
- Dream Theater
- Bob Dylan
- Iggy Pop
- Joan Jett
- John Lennon
- Journey
- John Mayer
- Pat Metheny
- George Michael
- Moby
- Bernadette Peters
- Power Station, som tog sitt namn efter studion.
- Bruce Springsteen
- Sum 41
- Vanessa Williams